# 奥村翔
奥村 翔（おくむら しょう、1985年10月11日 - ）は、日本の男性声優。

## 来歴・人物
2008年にマウスプロモーション付属養成所卒業。2010年にマウスプロモーション所属。
趣味・特技は散歩、カメラ。

## 出演
太字はメインキャラクター。

### テレビアニメ
2011年
- そふてにっ（生徒）
- NARUTO -ナルト- 疾風伝（2011年 - 2015年、中忍、木ノ葉の中忍、クン）
- ベン・トー（狼C）

2012年
- ジュエルペット サンシャイン（ルードヴィヒ）
- Fate/Zero（小林）
- もやしもん リターンズ（若者）

2013年
- アイカツ!（2013年 - 2015年、スタッフ、ディレクター、男性）
- THE UNLIMITED 兵部京介（歩兵）

2014年
- ソードアート・オンラインII（プレイヤー）
- RAIL WARS!（男③、男）

2015年
- 学戦都市アスタリスク（男B）
- ゴッドイーター（2015年 - 2016年、男①、村人、難民）
- シドニアの騎士 第九惑星戦役（宅見雅之）
- 少年ハリウッド -HOLLY STAGE FOR 50-（局アナ）
- ジョジョの奇妙な冒険（2015年 - 2019年、チンピラB、男A、酔っ払いA、市民A、男〈女〉） - 2シリーズ
- 対魔導学園35試験小隊（怪しい客）
- Fate/stay night [Unlimited Blade Works]（救急隊員）

2016年
- アイカツスターズ!（照明さん）
- ジョーカー・ゲーム（ドイツ軍野戦憲兵、原一等航海士、警察官、兵士）
- テイルズ オブ ゼスティリア ザ クロス（兵士、風の傭兵団）
- パズドラクロス（チャロパパ）
- ViVid Strike!（警官、不良）

2017年
- ハンドシェイカー（男性）
- バチカン奇跡調査官（ステファノ・ラッセル神父）
- 活撃 刀剣乱舞（こんのすけ）
- 名探偵コナン（2017年 - 2021年、巡査、細田信吾、安川シロ、無線の声、警官 他）
- 僕の彼女がマジメ過ぎるしょびっちな件（犬）
- 忍たま乱太郎（忍たま）

2018年
- バジリスク 〜桜花忍法帖〜（武士、弓手頭、客）
- BORUTO-ボルト- NARUTO NEXT GENERATIONS（撰歌三兄弟<高波、細波、巻波>）
- LOST SONG（王都兵）
- 殺戮の天使（囚人）
- 夢王国と眠れる100人の王子様（ユメクイ）
- アイカツフレンズ!（2018年 - 2019年、男性スタッフ、川野、スタッフ、大道具） - 2シリーズ
- ゾンビランドサガ（2018年 - 2021年、観客4、メタルファン） - 2シリーズ

2019年
- 盾の勇者の成り上がり（貴族）
- キャロル&チューズデイ（マネージャー、カメラマン、タクシー、案内ロボット、審査員A 他）
- かつて神だった獣たちへ（北軍兵A）
- トライナイツ（男子生徒、ラグビー部員）
- ダンベル何キロ持てる?（参拝者）
- GRANBLUE FANTASY The Animation Season 2（帝国兵D）

2020年
- りばあす（アナウンサー）
- ＜Infinite Dendrogram＞-インフィニット・デンドログラム-（モヒカンレッド）
- キングダム（2020年 - 2024年、去亥、慶舎軍副将、魏兵B、来輝、昴 他） - 3シリーズ
- 魔王学院の不適合者 〜史上最強の魔王の始祖、転生して子孫たちの学校へ通う〜（2020年 - 2024年、義父、黒服男子、討伐軍、リーベスト班男子、ジェンヌル 他） - 3シリーズ
- 恋とプロデューサー〜EVOL×LOVE〜（ハッカー）
- 体操ザムライ（観光客、中国選手、リアム）
- アクダマドライブ（運転手、処刑課、民衆）
- NOBLESSE -ノブレス-（騎士）

2021年
- 呪術廻戦（男子生徒）
- ぼくたちのリメイク（山科）
- 迷宮ブラックカンパニー（警備員、社畜人間、ゾンビ4、エルフ社畜1、アセッサー）
- 先輩がうざい後輩の話（男性社員、店員）
- ビルディバイド（2021年 - 2022年、デモ隊、市民） - 2シリーズ
- 吸血鬼すぐ死ぬ（グレゴリー）

2022年
- ハコヅメ〜交番女子の逆襲〜（少年）
- プラチナエンド（おじさん）
- その着せ替え人形は恋をする（医師）
- ありふれた職業で世界最強 2nd season（魔人族）
- 史上最強の大魔王、村人Aに転生する（男子生徒、部下）
- ヒロインたるもの!〜嫌われヒロインと内緒のお仕事〜（三年男子生徒A）
- うちの師匠はしっぽがない（警官）
- うる星やつら (2022)（2022年 - 2024年、政府関係者、カクガリ、ホテルマン、黒子、男子 他） - 2シリーズ
- チェンソーマン（子分C）

2023年
- 人間不信の冒険者たちが世界を救うようです（冒険者）
- 東京リベンジャーズ（講師）
- とんでもスキルで異世界放浪メシ（護衛B、護衛たち）
- 魔法少女マジカルデストロイヤーズ（鉄オタ、モブオタ）
- 君は放課後インソムニア（ラジオの音、先生）
- ライザのアトリエ 〜常闇の女王と秘密の隠れ家〜（護り手B、村人C、護り手A、護り手C）
- るろうに剣心 -明治剣客浪漫譚- (2023)（2023年 - 2025年、警官隊隊員、剣客警官、赤報隊隊員、長連豪、白尉 他） - 2シリーズ
- 冒険大陸 アニアキングダム（チーター）
- もののがたり（塞眼）
- スパイ教室
- 星屑テレパス（アナウンサーA）
- 七つの大罪 黙示録の四騎士（住人）

2024年
- クレヨンしんちゃん（パーティー客A）
- 結婚指輪物語（魔物）
- ブルーアーカイブ The Animation（PMC兵）
- 狼と香辛料 MERCHANT MEETS THE WISE WOLF（村人）
- らんま1/2 (2024)（通行人、男子、しんご、同心）
- 結婚するって、本当ですか

2025年
- Sランクモンスターの《ベヒーモス》だけど、猫と間違われてエルフ娘の騎士として暮らしてます（ワイバーン）
- グリザイア:ファントムトリガー（人質）
- 異修羅（狩人）
- LAZARUS ラザロ（信者）
- New PANTY & STOCKING with GARTERBELT（市民）
- TO BE HERO X（ロクさん）

### 劇場アニメ
- 図書館戦争 革命のつばさ（2012年）
- 映画 HUGっと!プリキュア♡ふたりはプリキュア オールスターズメモリーズ（2018年、係員）
- バースデー・ワンダーランド（2019年、村人男）
- 映画 ギヴン（2020年、バンド仲間C）
- Tokyo 7th シスターズ -僕らは青空になる-（2021年、修理業者）
- アリスとテレスのまぼろし工場（2023年、市民K）

### OVA
- 岸辺露伴は動かない『懺悔室』（2020年、労働者）

### Webアニメ
- ROBOT TOWN SAGAMI 2028（2016年、ロビタ）
- マウスどうぶつえん（2017年 - 、ハシビロコウのしょう）
- ソードガイ The Animation（2018年、盗掘者c、処史代部下）
- マウスどうぶつえん名作劇場（2020年、ハシビロコウのしょう）
- 攻殻機動隊 SAC_2045（2020年、赤服）
- がんばれ同期ちゃん（2021年、居酒屋の店員、アナウンス、男性、二次会の参加者）

### ゲーム
2011年
- うみねこのなく頃に散 〜真実と幻想の夜想曲〜

2012年
- BLACK WOLVES SAGA - Bloody Nightmare -
- BLACK WOLVES SAGA - Last Hope -

2013年
- 真・女神転生IV

2014年
- 新・世界樹の迷宮2 ファフニールの騎士（ハイ・ラガードの衛士）

2015年
- 戦魂 -SENTAMA-（長宗我部元親）
- ファイアーエムブレムif（サイラス）
- ボイスアプリ「シチュエーションカレシ」あらかると（ヒューマノイド・01、励ましカレシ・透）

2016年
- ゴッドオブハイスクール【神スク】（金田拓）
- ストリートファイターV（シャドルーのエンジニア、システムボイス（シャドルー）、シャドルーの兵士（M）A）
- マネージャーはじめました（2016年、藍澤司）

2017年
- BLACK WOLVES SAGA - Weiβ und Schwarz -

2018年
- 東京プリズン（2018年、近藤一誠）
- Marvel's Spider-Man
- ファイアーエムブレム ヒーローズ（サイラス）
- レイヤードストーリーズ ゼロ（レオルミナス）

2019年
- モンスターストライク（2019年 - 2024年、雑賀孫市、ハーレーα）

2020年
- ファイナルファンタジーVII リメイク
- キャプテン翼 RISE OF NEW CHAMPIONS（井手充、フェデリーコ 他）
- 聖闘士星矢 ライジングコスモ（暗黒アンドロメダ）

2022年
- トライアングルストラテジー（タラース・エスフロスト）
- レゴ スター・ウォーズ：スカイウォーカー・サーガ
- ポケモンマスターズEX（2022年 - 2023年、ランス）

2024年
- ファイナルファンタジーVII リバース
- メタファー：リファンタジオ
- ホーリーアンデッド 〜非モテでぼっちの死霊術士が、聖女に転生してお友達を増やします〜（ウルフェロス・ガロウ）

### ドラマCD
- 嘘つきボーイフレンド（伯父）
- ビーンズ王国 ドラマCD 秘密のロイヤル・プリンス（主犯格の男）
- 劇場版 Fate/stay night [Heaven's Feel] I.presage flower Original Drama CD First Include（2017年、藤村組の若者）
- 劇場版 Fate/stay night [Heaven's Feel] III.spring song Original Drama CD「遠坂凛の聖杯戦争、その後」（2020年）
- 双子の魔法使いリコとグリ スィートドラマ3（ツキプロスタッフ）
- ベルサイユのばらFIN（衛兵C）
- MAUSU THEATER

### BLCD
- ある小説家のノロケ話（男性）
- αがαを抱く方法（トン[29]）
- 狂い鳴くのは僕の番（烏丸父）
- 好物は真夜中のうちに腹のなか（「グリム道話」ディレクター）
- 先輩、ナカみせて（獅子王蛇腹[30]）
- なんかもうあーあって感じ。（松田誠二[31]）
- 新妻くんと新夫くん （医師[32]）
  - 新妻くんと新夫くん おかわり（タクシー運転手[33]）
- 二重螺旋5 深想心理（市川）
- ビタープレイメイト（大沼[34]）
- ロストバージン how to sex（ストーカー[35]）

### デジタルコミック
- ブレイブ フロンティア モーションコミック（2017年、エルハザ[36][37]）
- めしかたらん!?（2022年、夏月の父[38]）
- 女装男子はスカートを脱ぎたい!（2024年、モブ男子B[39]）

### オーディオブック
- 池袋ウエストゲートパーク（ナレーション）
  - 少年計数機 池袋ウエストゲートパーク2
  - 骨音 池袋ウエストゲートパーク3
  - Gボーイズ冬戦争 池袋ウエストゲートパーク7
  - 非正規レジスタンス 池袋ウエストゲートパーク8
  - ドラゴン・ティアーズ 龍涙―池袋ウエストゲートパーク9
- 「男子高校生、はじめての」〜Second Color〜 椎堂×有編（淳也[40]）
- 椿山課長の七日間（嶋田）
- 百年法（朗読）
- ホーリーアンデッド1 〜非モテでぼっちの死霊術士が、聖女に転生してお友達を増やします〜（ウルフェロス[41]）

### 吹き替え

#### 映画
- アウトロー・キング スコットランドの英雄 ※Netflix版
- アップルとわたしのカラフルな世界（セバスチャン）
- 君の名前で僕を呼んで（男子1[42]）
- STUBER/ストゥーバー
- スローターハウス・ルールズ（クレッグ〈トム・リス・ハリーズ〉[43]）
- バトル・オブ・ザ・セクシーズ
- ピラニア リターンズ（トラビス[44]）
- フレンチ・ラン
- ヘリオス 赤い諜報戦（キム〈チャン・チェン〉）
- マッドマックス 怒りのデス・ロード（タンクのウォー・ボーイ1）
- ワンダー 君は太陽（ジャスティン〈ナジ・ジーター（英語版）〉）

#### テレビドラマ
- グレイズ・アナトミー 恋の解剖学
- 刑事トム・ソーン
- スイート・マグノリアス（アイザック）
- ブラザーズ&シスターズ
- ミディアム 霊能者アリソン・デュボア

#### アニメ
- シーラとプリンセス戦士（ボウ[45]）
- 弱虫スクービーの大冒険（フレッド[46]）

### 情報番組
- おへんろ。〜八十八歩記〜（先達さん）

### シリーズ一覧
1. ↑  2nd Season後半『スターダストクルセイダース エジプト編』（2015年）、4th Season『黄金の風』（2018年 - 2019年）
2. ↑  第1期（2018年 - 2019年）、第2期『〜かがやきのジュエル〜』（2019年）
3. ↑  第1期（2018年）、第2期『リベンジ』（2021年）
4. ↑  第3シリーズ（2020年 - 2021年）、第4シリーズ（2022年）、第5シリーズ（2024年）
5. ↑  第1期（2020年）、第2期『II』第1クール（2023年）、第2期『II』第2クール（2024年）
6. ↑  第1期『-＃000000-』（2021年）、第2期『-#FFFFFF-』（2022年）
7. ↑  第1期（2022年 - 2023年）、第2期（2024年）
8. ↑  第1期『序幕東京』（2023年）、第2期『京都動乱』（2024年 - 2025年）